# デカヒドロナフタレン
デカヒドロナフタレン (decahydronaphthalene) とは、分子式 C10H18 で表されるビシクロアルカンの一種である。デカリンとも呼ばれる。

## 性質
1位と6位の水素の立体配置によってシス体とトランス体の2種の異性体が存在し、物理的性質に違いがある。

トランス体（左）とシス体（右）。トランス体はすべてのメチレン基がエクアトリアルの位置にあるのに対し、シス体ではひとつがアキシアルに位置しているため立体障害が大きい。

## 合成
ナフタレンを水素化することによって合成される。常温で液体であり、溶剤として用いられる他、燃料電池の水素貯蔵材料としての研究が行われている。

## 法的規制
消防法による第4類危険物 第2石油類に該当する。